# Johannes de Limburgia
Johannes de Limburgia (ur. 1408  – zm. 1430) – kompozytor flamandzki. Do naszych czasów zachowało się około 50 skomponowanych przez niego utworów.